# 玄さん
玄さん（げんさん）とは、兵庫県豊岡市のマスコットキャラクターで、市の鳥のコウノトリのコーちゃん、市の両生類のオオサンショウウオのオーちゃんに続くもの。正式な名前は「玄武岩の玄さん」。
ブログやSNSによる積極的な情報発信を展開しており、2010年（平成22年）9月5日の記事で、本人がブログを作成していることを告白。作成中の写真も掲載されていた。
なお、玄さんとしてのブログやSNSは2015年（平成27年）6月をもって終了し、豊岡市のFacebookなどに移行した。

## 概要
豊岡市の市の石である玄武岩を基にしたデザイン。
2008年（平成20年）10月1日、豊岡市営バス「イナカー」のキャラクターとして他の2キャラとともにデビュー。
山陰海岸ジオパークの世界ジオパークネットワークへの申請を行ったことを機に、PRの助っ人として2009年（平成21年）11月5日、はっぴを着込んで再デビューした。
着ぐるみのマスコットとしては稀有な”しゃべれる”（中の人自身が喋る）キャラクターで口調は但馬弁。

## 歴史
- 2008年10月1日 - 市営バス「イナカー」のキャラクターとして他の2キャラとともにデビュー
- 2009年
  - 11月5日 - 山陰海岸ジオパークのPRの助っ人としてお披露目
  - 12月10日 - 顔出し看板を玄武洞に設置
- 2010年
  - 1月26日 - CDデビュー[2]
  - 2月10日 - 縁結び玄さん誕生[3]

## プロフィール
- 正式名：玄武岩の玄さん
- 出身地：豊岡市
- 年齢：推定160万歳
- 身長：2メートル
- 体重：160キログラム
- 好きな食べ物：どぶろく、白ごはん、漬物
- 好きな場所：火山
- 趣味：自然観察
- 特技：漬物づくり、石垣積み
- 夢：美しい自然が守られること

## 原案者
- 豊岡市職員[4]